# Chong-Fuk Lau
Chong-Fuk Lau (劉創馥) ist Professor für Philosophie an der Chinesischen Universität Hongkong.

## Leben
Chong-Fuk Lau schloss 1995 seinen Bachelor of Engineering in Information Engineering und 1997 den Master of Philosophy an der chinesischen Universität Hongkong ab. Anschließend promovierte er 2002 an der Universität Heidelberg. Nach seiner Promotion erhielt er ein Forschungsstipendium der Alexander-von-Humboldt-Stiftung  und lehrte am Institut für Philosophie der Technischen Universität Darmstadt. Seit 2004 lehrt er an der Philosophischen Fakultät der Chinesischen Universität Hongkong und ist derzeit Professor für Philosophie und Direktor der Forschungsabteilung.
Seine Forschungsschwerpunkt ist die deutsche Philosophie mit Fokus auf Georg Wilhelm Friedrich Hegel und Immanuel Kant. Er hat mehrere wissenschaftliche Arbeiten, zwei eigene Bücher und ein Buch als Koautor veröffentlicht.

## Veröffentlichungen
- Hegels Urteilskritik: Systematische Untersuchungen zum Grundproblem der spekulativen Logik, Wilhelm Fink Verlag, 2004
- 《黑格爾新釋》 A New Interpretation of Hegel, Taipei, National Taiwan University Press, 2014

- 《宗哲對話錄》Dialogues on Religion and Philosophy （Zusammenarbeit mit Wai-hung Wong）, 2016